# Maynas
Maynas is een provincie in de regio Loreto in Peru. De provincie heeft een oppervlakte van 73.931 km² en telt 551.383 inwoners (2015). De hoofdplaats van de provincie is het district Iquitos; vier van de zes districten vormen  eveneens de stad (ciudad) Iquitos.

## Bestuurlijke indeling
De provincie Maynas is verdeeld in elf districten, UBIGEO tussen haakjes:
- (160102) Alto Nanay[3]
- (160112) Belén, deel van de stad (ciudad) Iquitos
- (160103) Fernando Lores[4]
- (160104) Indiana[5]
- (160101) Iquitos,[6] hoofdplaats van de provincie en deel van de stad (ciudad) Iquitos
- (160105) Las Amazonas[7]
- (160106) Mazán[8]
- (160107) Napo[9]
- (160108) Punchana,[10] deel van de stad (ciudad) Iquitos
- (160113) San Juan Bautista,[11] deel van de stad (ciudad) Iquitos
- (160110) Torres Causana[12]

Alto Amazonas · Datem del Marañón · Loreto · Mariscal Ramón Castilla · Maynas · Putumayo · Requena · Ucayali